# Бурматово
Бурматово — деревня в Сафакулевском районе Курганской области. Входит в состав Сулеймановского сельсовета.

## История
До 1917 года входила в состав Сарт-Калмыкской волости Челябинского уезда Оренбургской губернии. По данным на 1926 год заимка Бурматова состояла из 31 хозяйства. В административном отношении входила в состав Баязитовского сельсовета Яланского района Челябинского округа Уральской области.

## Население
| 1989 | 2002 | 2010 |
| ---- | ---- | ---- |
| 303  | ↘211 | ↘135 |

По данным переписи 1926 года на заимке проживало 159 человек (72 мужчины и 87 женщин), в том числе: русские составляли 100 % населения.
Национальный состав
Согласно результатам Всероссийской переписи населения 2002 года, в национальной структуре населения русские составляли 28 %, башкиры — 71%.